# Zeolithgruppe
Als Zeolithgruppe bezeichnet man eine artenreiche Familie wasserhaltiger Gerüstsilikate, die gemessen an ihrem Trockengewicht bis zu 40 Prozent an Wasser enthalten, das beim Erhitzen abgegeben wird. An feuchter Luft kann das Wasser wieder aufgenommen werden, ohne die Struktur des Minerals zu zerstören. Aus chemischer Sicht gehören diese Mineralien zur Stoffgruppe der Zeolithe.
Die aktuelle Definition der CNMNC der IMA ist etwas allgemeiner gefasst und schließt auch die Phosphatminerale Pahasapait und Weinebeneit sowie das Gerüstsilikat Leucit mit ein.
Ein Zeolith-Mineral ist eine kristalline Substanz, deren Struktur charakterisiert ist durch ein Gerüst aus eckenverknüpften Tetraedern. Jeder Tetraeder besteht aus vier Sauerstoffatomen, die ein Kation umgeben. Das Gerüst kann durch OH- und F-Gruppen unterbrochen sein, die die Tetraederspitzen besetzen, jedoch nicht mit benachbarten Tetraedern geteilt werden.
Das Gerüst enthält offene Hohlräume in Form von Kanälen und Käfigen. Diese werden üblicherweise durch H2O-Moleküle und weitere Kationen besetzt, die häufig austauschbar sind. Die Kanäle sind groß genug, um den Durchgang von Gastmolekülen zu ermöglichen. In den wasserhaltigen Phasen tritt Entwässerung bei Temperaturen meist unter etwa 400 °C auf und ist weitgehend reversibel.
Zeolithe sind meist farblos, können aber durch Fremdbeimengungen auch gelb, braun oder rosa gefärbt sein. Die Strichfarbe ist weiß. Die Kristallsysteme können monoklin, orthorhombisch oder kubisch sein. Ihre Mohshärte liegt zwischen 3,5 und 5,5 und ihre Dichte im Bereich von 2,0 bis 2,5 g/cm³.

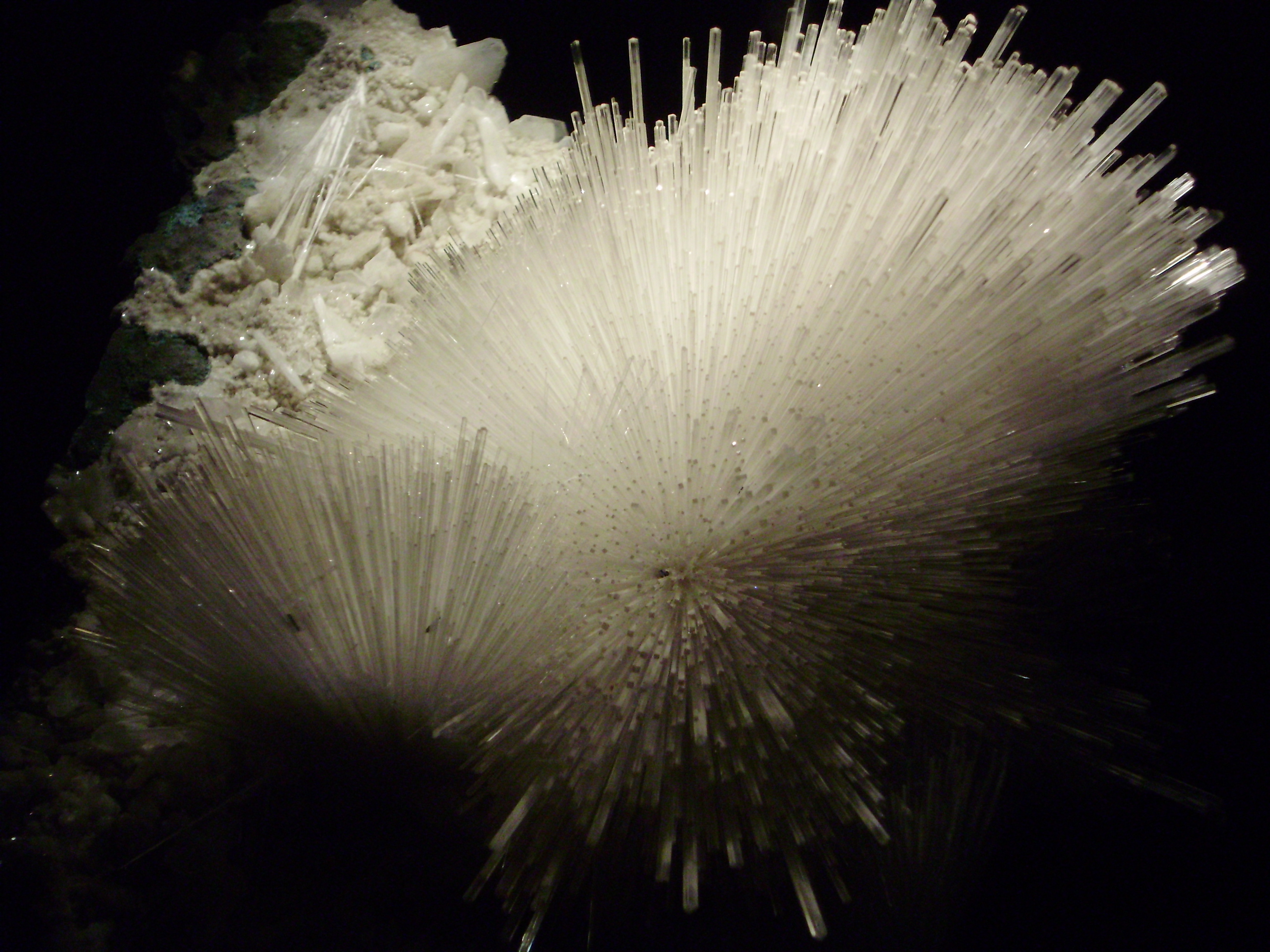
Mesolith
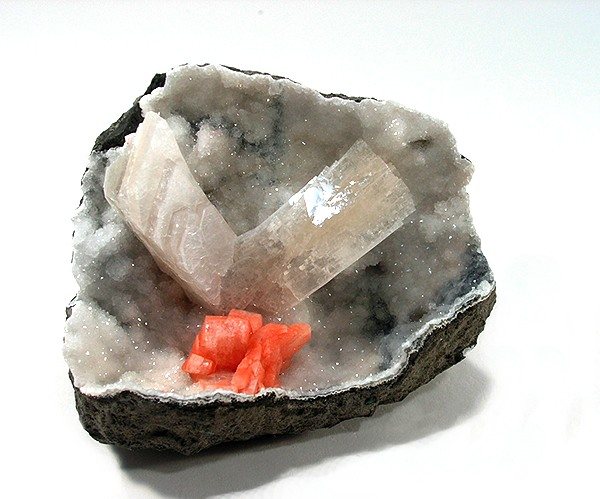
Epistilbit (rosa), Heulandit-Ca (farblose Tafeln)
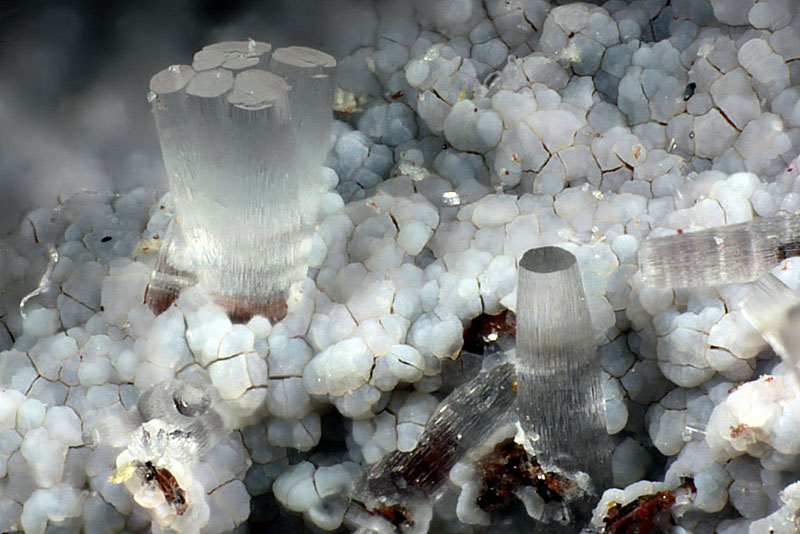
Erionit
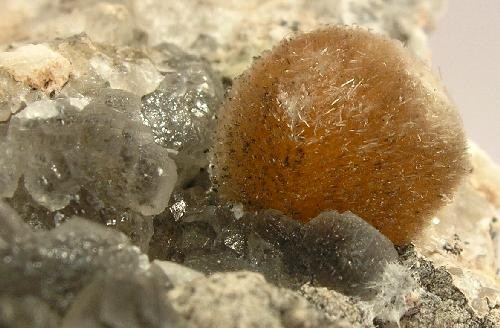
Ferrierit-Mg
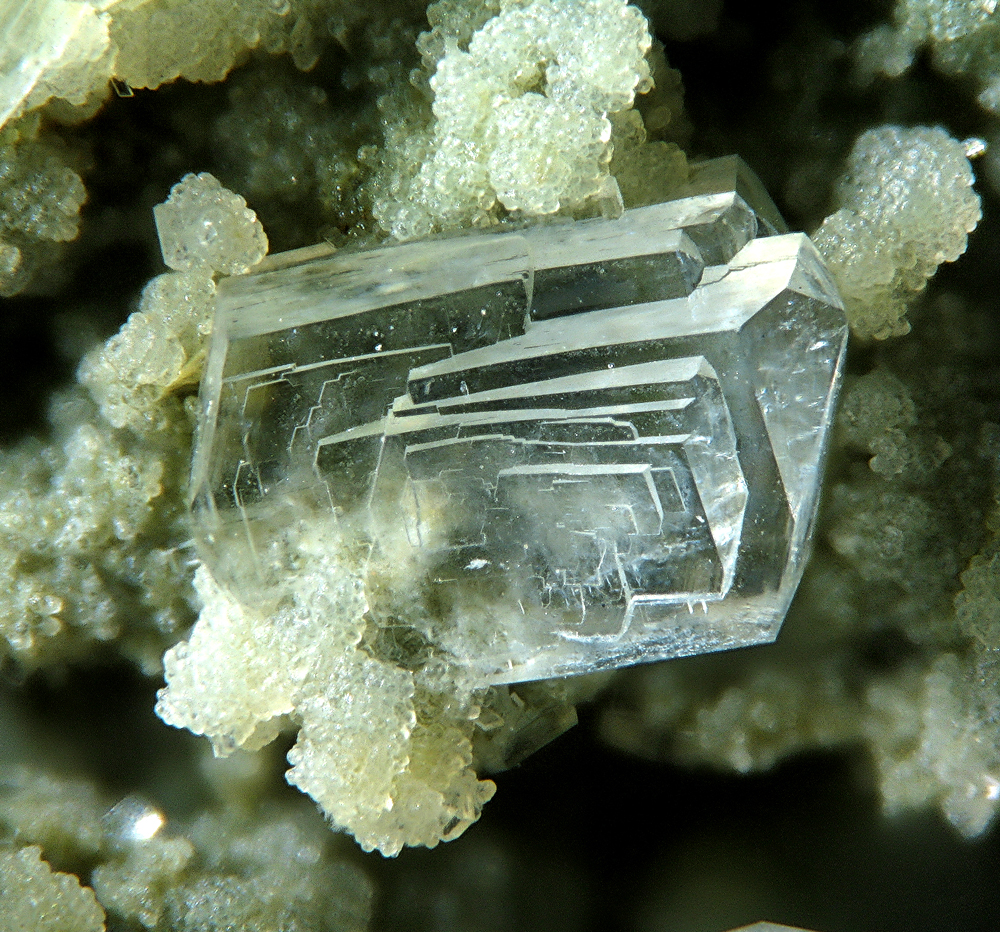
Klinoptilolith-Na
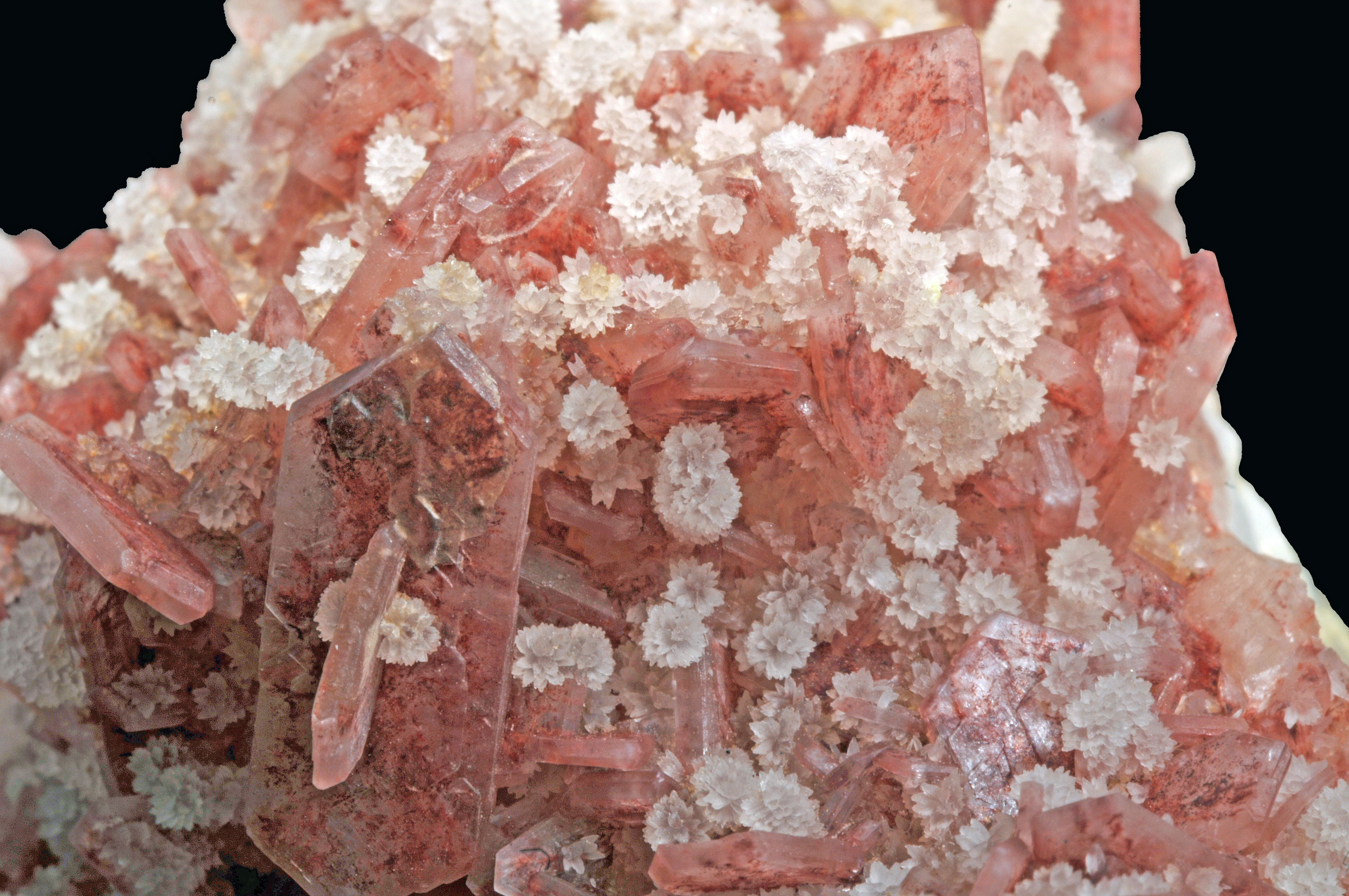
Stilbit (rosa)

## Etymologie und Geschichte
Die Geschichte der wissenschaftlichen Entdeckung der Zeolithe begann 1756 mit der ersten Beschreibung eines Zeolithes durch den schwedischen Mineralogen Baron Axel Fredrick von Cronstedt. Er beschrieb das charakteristische Verhalten der Minerale dieser Gruppe beim Erhitzen vor dem Lötrohr, ein lebhaftes Aufbrausen (Sieden) aufgrund der Freisetzung gebundenen Wassers. Er prägte daraufhin den Namen Zeolith – „siedender Stein“, abgeleitet aus dem griechischen ζέω zéō für „sieden“ und λίθος lithos für „Stein“.
Die Entdeckung der zahlreichen Minerale der Zeolithgruppe begann im 19. Jahrhundert und in den Namen der Zeolithminerale und ihrer Entdecker zeichnet sich ein europäisches Netzwerk von Naturforschern und Sammlern ab, das bereits damals über alle Landes- und Sprachgrenzen hinweg zusammenarbeitete.
Den Anfang machte 1792 Louis Augustin Guillaume Bosc mit der Erstbeschreibung des Chabasit, gefolgt von Jean-Claude Delamétherie, der die Zeolithe Andréolite (1795) und Zéolithe nacrée („perlmuttartiger Zeolith“, 1797) beschrieb. Beide wurden von René-Just Haüy 1801 erneut untersucht, genauer beschrieben und umbenannt, Andréolite in Harmotom und Zéolithe nacrée in Stilbit. Einmal dabei beschrieb Haüy im gleichen Jahr noch den Analcim. Martin Heinrich Klaproth entdeckte 1803 den Natrolith und 1808 benannte Haüy den von ihm sieben Jahre zuvor als „zeolithe efflorescente“ beschriebenen Zeolith um in Laumonit, in Anerkennung der Arbeit von Gillet de Laumont, der bereits 1785 die Mineralproben gesammelt hatte. Adolph Ferdinand Gehlen und Johann Nepomuk Fuchs erweiterten die Gruppe der Zeolithe um den Skolezit (1813) und Mesolith (1816 publiziert, 1 Jahr nach Gehlens Tod). Karl Cäsar von Leonhard ergänzte 1817 den Gismondin (heute: Gismondin-Ca), den er nach dem italienischen Mineralogen Carlo Giuseppe Gismondi benannte. Gismondi, der erste Kurator des wenige Jahre zuvor gegründeten Mineralogischen Museums der Universität La Sapienza in Rom, hatte zuvor den Zeolith Zeagonit beschrieben, der sich jedoch als Gemisch aus Phillipsit und Gismondin erwies. Ähnlich erging es Leonhard selbst, als Johann Reinhard Blum 1843 den Zeolith Leonhardit nach ihm benannte. Leonhardit erwies sich dann aber als teilweise entwässerter, undurchsichtiger Laumontit und gilt heute als obsoletes Synonym für Laumontit.
Henry James Brooke, ein studierter Jurist, der als Geschäftsmann arbeitete und seine Freizeit der Mineralogie und Kristallographie widmete, identifizierte 1820 den Thomsonit (benannt nach dem Professor für Chemie an der Universität Glasgow Thomas Thomson) und Heulandit, benannt zu Ehren des britischen Sammlers und Mineralienhändlers John Henry Heuland. Zwei Jahre später beschrieb er noch den Brewsterit, den er nach Sir David Brewster benannte. Brewster, Professor für Physik an der Universität St Andrews und ebenfalls mineralogisch tätig, entdeckte 1825 die Zeolithe Gmelinit, benannt nach dem Tübinger Chemiker und Mineralogen Christian Gottlob Gmelin und Lévyn. Mit der Benennung des Lévyn ehrte dieser seinen französischen Kollegen Armand Lévy, der im gleichen Jahr die Zeolithe Phillipsit und Herschelit (heute Chabasit-Na) beschrieb. Ebenfalls 1825 beschrieb Wilhelm von Haidinger noch den Edingtonit, den er nach seinem schottischen Entdecker James Edington benannte. Es folgten Epistilbit (Gustav Rose 1826), Faujasit (Augustin Alexis Damour 1842), Pollucit (August Breithaupt 1846) und Mordenit (Henry How 1864). 1890 entdeckte Pierre Joseph Ferdinand Gonnard den Offretit und wurde 1896 von Antoine Lacroix geehrt, der den von ihm entdecken Zeolith Gonnardit nach ihm benannte.
Im 20. Jahrhundert wurden noch zahlreich weitere Zeolithe beschrieben, darunter Ferrierit (Richard Percival Devereux Graham 1918), Wairakit (A. Steiner 1955), Bikitait (C. S. Hurlbut 1957) und Cowlesit (Wise und Tschernich 1975). Tschernich war 1990 auch beteiligt an der Entdeckung des Boggsit, benannt nach den Sammlern Robert Maxwell Boggs und seinem Sohn Russel Calvin Boggs. Letzterer revanchierte sich 1992 mit der Namensgebung des von ihm und Howard, Smith und Klein beschriebenen Tschernichit.

## Klassifikation
Eine der ersten Unterteilungen ordnet die Familie der Zeolithe nach ihrer Symmetrie in die drei Gruppen:
- Faserzeolithe: hauptsächlich pseudotetragonal
- Blätterzeolithe: pseudohexagonal
- Würfelzeolithe: kubisch oder pseudokubisch

Die Namen dieser Gruppen lehnen sich an die ältesten Bezeichnungen für Zeolithe an, korrelieren aber nicht immer mit der tatsächlichen Morphologie der Kristalle. Zwischen diesen Gruppen bestehen keine scharfen Grenzen.

### Strunz
In der Strunz’schen Systematik der Minerale (10. Auflage) bildet die Zeolith-Familie eine eigene Abteilung in der Klasse der Silikate (9), die Gerüstsilikate mit zeolithischen Wasser (9.G). Diese Abteilung wird anhand charakteristischer Strukturelemente in folgende Gruppen unterteilt:
9.GA: Zeolithe mit T5O10-Einheiten: faserige Zeolithe
- 9.GA.05: Natrolith-Gruppe
- 9.GA.10: Thomsonit-Gruppe
- 9.GA.15: Edingtonit-Gruppe

9.GB: Ketten einfach verknüpfter 4er-Ringe
- 9.GB.05 Analcim-Gruppe
- 9.GB.10 Laumontit-Gruppe
- 9.GB.15 Yugawaralith-Gruppe
- 9.GB.20 Roggianit-Gruppe
- 9.GB.25 Goosecreekit-Gruppe
- 9.GB.30 Montesommait-Gruppe
- 9.GB.35 Parthéit-Gruppe

9.GC: Ketten doppelt verknüpfter 4er-Ringe
- 9.GC.05 Gismondin-Gruppe
- 9.GC.10 Phillipsit-Gruppe
- 9.GC.15 Merlinoit-Gruppe
- 9.GC.20 Mazzit-Gruppe
- 9.GC.25 Perlialit-Gruppe
- 9.GC.30 Boggsit-Gruppe
- 9.GC.35 Paulingit-Gruppe

9.GD: Ketten von 6er-Ringen – tafelige Zeolithe
- 9.GD.05 Gmelinit-Gruppe
- 9.GD.10 Chabasit-Gruppe
- 9.GD.15 Lévyn-Gruppe
- 9.GD.20 Erionit-Gruppe
- 9.GD.25 Offrétit-Gruppe
- 9.GD.30 Faujasit-Gruppe
- 9.GD.35 Mordenit-Gruppe
- 9.GD.40 Dachiardit-Gruppe
- 9.GD.45 Epistilbit-Gruppe
- 9.GD.50 Ferrierit-Gruppe
- 9.GD.55 Bikitait-Gruppe

9.GE: Ketten  T10O20-Tetraedereinheiten
- 9.GE.05 Heulandit-Gruppe
- 9.GE.10 Stilbit-Gruppe
- 9.GE.15 Stellerit-Gruppe
- 9.GE.20 Brewsterit-Gruppe

9.GF: Andere seltene Zeolithe
- 9.GF.05 Terranovait-Gruppe
- 9.GF.10 Gottardiit-Gruppe
- 9.GF.15 Lovdarit-Gruppe
- 9.GF.20 Gaultit-Gruppe
- 9.GF.30 Tschernichit-Gruppe
- 9.GF.35 Mutinait-Gruppe
- 9.GF.40 Tschörtnerit-Gruppe
- 9.GF.50 Thornasit-Gruppe
- 9.GF.55 Direnzoit

9.GG: Unklassifizierte Zeolithe
- 9.GG.05 Cowlesit-Gruppe
- 9.GG.10 Mountainit
- Alflarsenit

### Liebau
Liebau schlug eine Unterteilung poröser Gerüstsilikate anhand von 2 Kriterien vor:
1. Kationen des TO2-Gerüstes:
2. Austauschbarkeit von Gastmolekülen in Kanälen:

Dies ergibt folgende Gruppen:
1) Porosile: SiO2-Gerüststrukturen
1. Clathrasile: SiO2-Gerüststrukturen, die keinen Austausch von Gastmolekülen ermöglichen
2. Zeosile: SiO2-Gerüststrukturen, die einen Austausch von Gastmolekülen ermöglichen

2) Porolite: Alumosilikatgerüste
1. Clathralite: Alumosilikat-Gerüststrukturen, die keinen Austausch von Gastmolekülen ermöglichen
2. Zeolithe: Alumosilikat-Gerüststrukturen, die einen Austausch von Gastmolekülen ermöglichen

### IZA (Internationale Zeolithvereinigung) – Strukturkommission
Die Strukturkommission der IZA ordnet die Zeolithe in Gruppen mit gleichen Bauplan des Alumosilikatgerüstes. Aktuell (Januar 2018) sind 235 solche Strukturtypen beschrieben worden, von denen jedoch viele nur bei synthetischen Zeolithen gefunden wurden. Für jeden Strukturtyp führen sie ein Kürzel aus 3 Buchstaben ein, das sich aus dem Namen des Typminerals ergibt. Strukturtypen, in denen gerüstunterbrechende Anionen wie (OH)-Gruppen auftreten, sind durch ein vorangestelltes '–' gekennzeichnet.

### Aufbau des Kanalsystems in den Gerüststrukturen
Allen Zeolithen gemeinsam ist ein System von offenen Kanälen im Alumosilikatgerüst, durch das Gastmoleküle in die Struktur aufgenommen und wieder abgegeben werden können. Nach der Verknüpfung dieser Kanäle untereinander werden die Zeolithe in drei Gruppen unterteilt.
Zeolithe mit eindimensionalem System von Kanälen. Die Kanäle sind untereinander nicht verbunden.
- ABW (Li-A-Typ): Loomisit
- BCT (Mg-BCTT-Typ): Metavariscit, Svyatoslavit
- BIK (Bikitait-Typ): Bikitait
- -CHI (Chiavennit-Typ): Chiavennit
- JBW (Na-J-Typ): Fabrièsit
- LAU (Laumontit-Typ): Laumontit, Leonhardit
- MAZ (Mazzit-Typ; auch 3-dimensional): Mazzit-Mg, Mazzit-Na
- -PAR (Partheit-Typ): Parthéit
- -RON (Roggianit-Typ): Roggianit

- CAN (Cancrinit-Typ): Die Minerale des Cancrinit-Typs (Cancrinit, Davyn, Mikrosommit, Tiptopit, Vishnevit) weisen Kanäle aus 8er-Ringen (8 SiO4-Tetraeder bilden einen Ring) auf, die groß genug für Zeolithisches Verhalten wären. Sie werden dennoch nicht zu den Zeolithen gezählt, da die Kanäle große volatile Anionen (CO3, SO4) enthalten, die den Durchgang von Gastmolekülen verhindern.[1]

Zeolithe mit einem zweidimensionalen Kanalsystem. Die Kanäle sind untereinander zu einem schichtförmigen System verbunden.
- BRE (Brewsterit-Typ): Brewsterit-Ba, Brewsterit-Sr
- DAC (Dachiardit-Typ): Dachiardit-Ca, Dachiardit-K, Dachiardit-Na (auch Svetlozarit)
- EAB (TMA-E-Typ): Bellbergit
- EON (ECR-1-Typ): Direnzoit
- EPI (Epistilbit-TYP): Epistilbit
- FER (Ferrierit-Typ): Ferrierit-K, Ferrierit-Mg, Ferrierit-Na, Ferrierit-NH4
- HEU (Heulandit-Typ): Heulandit-Ba, Heulandit-Ca, Heulandit-K, Heulandit-Na, Heulandit-Sr, Klinoptilolith-Ca, Klinoptilolith-K, Klinoptilolith-Na
- LEV (Lévyn-Typ): Lévyn-Ca, Lévyn-Na
- MOR (Mordenit-Typ): Mordenit, Maricopait
- NES (NU-87-Typ): Gottardiit
- STI (Stilbit-Typ): Stilbit-Ca, Stilbit-Na, Barrerit, Stellerit
- TER (Terranovait-Typ): Terranovait
- YUG (Yugawaralith-Typ): Yugawaralith

Zeolithe mit einem dreidimensionalen Kanalsystem.
- ANA (Analcim-Typ): Analcim, Ammonioleucit, Hsianghualith, Leucit, Pollucit, Wairakit
- BOG (Boggsit-Typ): Boggsit
- CHA (Chabasit-Typ): Chabasit-Ca, Chabasit-K, Chabasit-Mg, Chabasit-Na, Chabasit-Sr, Willhendersonit
- EDI (Edingtonit-Typ): Edingtonit, Kalborsit
- ERI (Erionit-Typ): Erionit-Ca, Erionit-K, Erionit-Na
- FAU (Faujasit-Typ): Faujasit-Ca, Faujasit-Mg, Faujasit-Na
- GIS (Gismondin-Typ): Gismondin-Ca, Gismondin-Sr, Amicit, Garronit-Ca, Garronit-Na, Gobbinsit
- GME (Gmelinit-Typ): Gmelinit-Ca, Gmelinit-K, Gmelinit-Na
- GOO (Goosecreekit-Typ): Goosecreekit
- KFI (ZK-5-Typ): Meierit
- -LIT (Lithosit-Typ): Lithosit
- LOV (Lovdarit-Typ): Lovdarit
- LTL (Linde-Typ-L): Perlialit
- MER (Merlinoit-Typ): Merlinoit
- MFI (ZSM-5-Typ): Mutinait
- MON (Montesommait-Typ): Montesommait
- NAB (Nabesit-Typ): Nabesit
- NAT (Natrolith-Typ): Natrolith, Gonnardit (auch Tetranatrolith), Mesolith, Skolezit, Paranatrolith
- OFF (Offretit-Typ): Offretit
- PAU (Paulingit-Typ): Paulingit-Ca, Paulingit-K
- PHI (Phillipsit-Typ): Phillipsit-Ca, Phillipsit-K, Phillipsit-Na, Harmotom, Flörkeit, Limousinit
- RHO (Rho-Typ): Pahasapait
- THO (Thomsonit-Typ): Thomsonit-Ca, Thomsonit-Sr
- TSC (Tschörtnerit-Typ): Tschörtnerit
- VSV (VPI-7-Typ): Gaultit
- WEI (Weinebeneit-Typ): Weinebeneit
- -WEN (Wenkit-Typ): Wenkit

- *BEA (Beta polymorph A-Typ): Tschernichit

Unklassifiziert
- Cowlesit
- Thornasit

## Kristallstruktur
Zeolithe zeichnen sich strukturell durch eine geordnete, mikroporöse Gerüststruktur aus. Die primären Baueinheiten dieses Gerüstes sind TO4Tetraeder. Die T-Kationen sind so von vier Sauerstoffanionen (O2−) umgeben, dass die Zentren der Sauerstoffe auf den Ecken eines Tetraeders liegen, in dessen Mitte sich das Kation befindet. Untereinander sind die TO4-Tetraeder über die 4 Sauerstoffatome an den Tetraederecken zu einem Gerüst verbunden. Auf der T-Position wird vorwiegend Si4+ und Al3+ eingebaut, seltener P5+.
Diese primären Baueinheiten können zu einer Vielzahl verschiedenster Gerüststrukturen verknüpft werden. Zeolithstrukturen weisen immer offene Hohlräume (Kanäle) und häufig auch geschlossene Käfige auf, in denen Stoffe adsorbiert werden können. Da nur Moleküle die Poren passieren können, die einen kleineren kinetischen Durchmesser besitzen als die Porenöffnungen der Zeolithstruktur, können Zeolithe als Siebe für Moleküle verwendet werden. In der Natur ist in den Kanälen in der Regel Wasser adsorbiert, das durch Erhitzen entfernt werden kann, ohne dass sich die Zeolithstruktur ändert.
Gerüste, die ausschließlich aus Si4+O4-Tetraedern aufgebaut sind, sind elektrisch neutral. In allen natürlichen Zeolithen ist ein Teil des Siliciums durch Aluminiumionen (Al3+) ersetzt und die Alumosilikatgerüste haben negative (anionische) Gerüstladungen. Der Ladungsausgleich erfolgt durch Einlagerung von Kationen wie z. B. Na+, K+, Ca2+ oder Mg2+ in die Porenräume der Zeolithe. In wasserhaltigem Zeolith sind diese Kationen häufig wie in wässrigen Lösungen von einer Hydrathülle umgeben und leicht austauschbar.
Zur Beschreibung der vielfältigen Strukturen der Alumosilikatgerüste und zur Illustration ihrer strukturellen Verwandtschaften werden verschiedene Sets von Baugruppen verwendet, aus denen man sich die Gerüste aufgebaut denken kann. Bei all diesen Baugruppen handelt es sich um hypothetische, nicht um physikalisch existierende Einheiten. Anders als z. B. bei den Silikatgruppen der Gruppen-, Ring- oder Kettensilikate, können diese Baugruppen nicht kristallchemisch, z. B. anhand von Art und Stärke der Bindungen, im Kristall abgegrenzt werden. Sie dienen der Beschreibung und illustrieren Gemeinsamkeiten der komplexen Strukturen.

### Sekundäre Baueinheiten (secondary building units SBUs)
Die sekundären Baueinheiten sind ein Set von endlichen Alumosilikatgruppen und umfasst z. B. (Al,Si)O4-Tetraederringe verschiedener Größe (3, 4, 6, 8, 12), Doppelringe (4-4, 6-6, 8-8) und diverse andere Baugruppen aus bis zu 10 (Al,Si)O4-Tetraedern, jedoch keine unbegrenzten Ketten oder Schichten. Die Baueinheiten sind so gewählt, dass jede Zeolithgerüststruktur aus nur einer dieser Baueinheiten aufgebaut werden kann. Der Aufbau einer Gerüststruktur aus einer sekundären Baueinheit erfolgt nicht notwendigerweise mit kristallographischen Symmetrieoperationen (Translation, Rotation, Inversion, …). Viele Gerüsttypen können aus verschiedenen sekundären Baueinheiten aufgebaut werden. So kann z. B. die Gerüststruktur des Chabasit-Typs (CHA) sowohl ausschließlich aus Sechserringen (6) oder Doppelsechserringen (6-6) oder Viererringen (4) oder einer dachförmigen Baugruppe (4-2) aufgebaut werden. Auf den Seiten der Strukturkommission der IZA finden sich Abbildungen aller sekundären Baueinheiten.

### Periodische Baueinheiten (periodic building units PerBUs)
Die Strukturkommission der IZA verwendet aktuell ein Schema zum Aufbau von Zeolith-Gerüststrukturen, das auf periodischen, strukturell invarianten Baueinheiten, den Periodischen Baueinheiten (PerBU) aufbaut. Jedes TO4-Gerüst eines Zeolithstrukturtyps kann aus einer Periodischen Baugruppe durch Anwendung einfacher Symmetrieoperationen (Translation, Spiegelung, Inversion) aufgebaut werden.
Die Periodischen Baueinheiten bestehen entweder aus einer begrenzten Anzahl von TO4-Tetraedern (0-dimensional) oder sind in 1- oder 2 Dimensionen unbegrenzt.

#### Aufbauende Struktureinheiten (composite building units CBU)
Die Periodischen Baueinheiten können ihrerseits aus kleineren, meist endlichen Baueinheiten oder Ketten durch Anwendung einfacher Symmetrieoperationen zusammengesetzt werden. Die Benennung der CBU erfolgt mit drei Kleinbuchstaben, die sich aus dem Namenskürzel des Strukturtyps ergeben, für den diese Struktureinheit charakteristisch ist. Nur für Ringe ergibt sich der Name aus der Zähligkeit des Ringes. Auf den Seiten der Strukturkommission der IZA finden sich Abbildungen der wichtigsten „Composite Building Units“.
- Doppelringe: Doppelviererringe (d4r), Doppelsechserringe (d6r), Doppelachterringe (d8r)
- Käfige: Von TO4-Tetraedern umschlossene Hohlräume, in denen weitere Moleküle eingeschlossen, aber nicht ausgetauscht werden können. Die TO4-Ringe, die die Öffnungen (Seitenflächen) der Käfige bilden, bestehen aus maximal 6 TO4-Tetraedern. Ein wichtiger Vertreter ist z. B. der Sodalithkäfig (sod).
- Kavernen: Von TO4-Tetraedern umschlossene Hohlräume, in denen weitere Moleküle eingelagert und ausgetauscht werden können. Einige der TO4-Ringe, die die Öffnungen (Seitenflächen) der Käfige bilden, bestehen aus mehr als 6 TO4-Tetraedern.
- Ketten: In einer Dimension unbegrenzte CBUs, z. B. Zigzackketten (double zigzag chain dzc), Kurbelwellenketten (double crankshaft chain dcc), Sägezahnketten (double sawtooth chain dsc), Narsarsukit-Kette (narsarsukite chain nsc)

Für eine PerBU können mehrere Möglichkeiten existieren, sie aus unterschiedlichen CBU aufzubauen. Im Anhang des Schemas zum Aufbau von Zeolith-Gerüststrukturen der IZA finden sich Abbildungen mit Beispielen, wie die PerBU der verschiedenen Strukturtypen aus CBUs zusammengesetzt werden können.

#### Strukturfamilien
Durch Anwendung einfacher Symmetrieoperationen wie Translation, Rotation oder Spiegelung können aus einer Periodischen Baueinheit (PerBU) unterschiedliche Strukturtypen aufgebaut werden. Alle Strukturtypen, die aus einer PerBU aufgebaut werden können, werden zu einer Familie zusammengefasst. Ein Strukturtyp repräsentiert dabei eine, vollständig geordnete, Art der Verknüpfung von PerBUs. Verschiedene Verknüpfungen einer PerBU können in einem Kristall gemischt auftreten und ungeordnete Gerüststrukturen erzeugen.
Diese Strukturfamilien eignen sich weniger für eine taxonomische Einteilung der Zeolithe, da die Zuordnung von Zeolithen zu diesen Gruppen nicht immer eindeutig ist. Einige Strukturtypen können aus verschiedenen periodischen Baueinheiten aufgebaut werden und die synthetischen Zeolithe des Strukturtyps AEI können z. B: der AEI/CHA-Familie und der AEI/SAV-Familie zugeordnet werden. Der Wert der Strukturfamilien liegt in der Beschreibung von Ordnungs-Unordnungsphänomänen in den Gerüststrukturen.
Von den zahlreichen Strukturfamilien sind wenige für natürliche Zeolithe von Bedeutung.
Familie der faserigen Zeolithe:
Die eindimensionale PerBU dieser Familie baut sich aus einer CBU aus 5 Tetraedern auf, die zu Ketten verknüpft sind. Diese Ketten können miteinander auf unterschiedliche Weise verknüpft werden und bauen die Strukturtypen
- NAT (Natrolith-Typ),
- THO (Thomsonit-Typ) und
- EDI (Edingtonit-Typ) auf.

ABC-6 Familie:
Die zweidimensionale PerBU dieser Familie besteht aus einer hexagonalen Anordnung nicht verknüpfter, ebener 6er-Ringe. Die 6er-Ringe aufeinander folgender PerBU werden durch 4er-Ringe zu einem Gerüst verbunden. Je nach Abfolge unterschiedlich orientierter PerBUs ergeben sich die Strukturtypen
| Code | Typ              | Wiederholung der Schichten | Reihenfolge der Stapelung |
| ---- | ---------------- | -------------------------- | ------------------------- |
| CAN  | Cancrinit-Typ    | 2                          | AB(A)…                    |
| SOD  | Sodalith-Typ     | 3                          | ABC(A)…                   |
| MAR  | Marinellit-Typ   | 12                         | ABCBCBACBCBC(A)…          |
|      |                  |                            |                           |
| LOS  | Losod-Typ        | 4                          | ABAC(A)…                  |
| LIO  | Liottit-Typ      | 6                          | ABACAC(A)…                |
| AFG  | Afghanit-Typ     | 8                          | ABABACAC(A)…              |
| GIU  | Giuseppettit-Typ | 16                         | ABABABACBABABABC(A)…      |
|      |                  |                            |                           |
| FRA  | Franzinit-Typ    | 11                         | ABCABACABC(A)…            |
| FAR  | Farneseit-Typ    | 14                         | ABCABABACBACAC(A)…        |
|      |                  |                            |                           |
| OFF  | Offretit-Typ     | 3                          | AAB(A)…                   |
| ERI  | Erionit-Typ      | 6                          | AABAAC(A)…                |
| EAB  | TMA-E-Typ        | 6                          | AABCCB(A)…                |
| LEV  | Lévyn-Typ        | 9                          | AABCCABBC(A)…             |
| SAT  | STA-2-Typ        | 12                         | AABABBCBCCAC(A)…          |
|      |                  |                            |                           |
| GME  | Gmelinit-Typ     | 4                          | AABB(A)…                  |
| CHA  | Chabasit-Typ     | 6                          | AABBCC(A)…                |
| AFX  | SAPO-56-Typ      | 8                          | AABBCCBB(A)…              |
| AFT  | ALPO-52-Typ      | 12                         | AABBCCBBAACC(A)…          |

Lovdarit-Familie:
Die zweidimensionale PerBU dieser Familie ergibt sich aus Verknüpfung einer CBU aus 9 TO4-Tetraedern (zwei 4er-Ringe, die über einen weiteren TO4-Tetraeder verbunden sind). Durch unterschiedliche Stapelung dieser PerBU ergeben sich die Strukturtypen
- LOV (Lovdarit-Typ)
- VSV (VPI-7-Typ)
- RSN.

## Bildung und Fundorte
Zeolithe finden sich weltweit in intermediären bis basischen Vulkaniten. Sie bilden sich fast ausnahmslos sekundär, d. h. bei der Umwandlung pyroklastischer Sedimente in wasserreicher Umgebung bei Temperaturen unter 400 °C und Drücken unter 4 bis 5 kbar. Häufig füllen sie Hohlräume mit faserigen, nadeligen oder blattförmigen Kristallen. Primäre Bildungen sind nur für Analcim bekannt. Analcim kristallisiert auch direkt aus basaltischen Schmelzen in tiefliegenden Magmakammern bei Temperaturen um 600 °C und Drücken um 5–13 kbar.
Zeolithe sind Leitminerale niedrig gradiger Metamorphose von intermediären bis basischen Gesteinen. Der Druck-Temperaturbereich der beginnenden Metamorphose wird nach dem Auftreten von Zeolithen Zeolithfazies genannt.
Die Zeolith-Bildung wird im Wesentlichen von folgenden Faktoren kontrolliert:

### Zusammensetzung
Zeolithe bilden sich bei der Reaktion von Vulkaniten mit wässrigen Lösungen. Das Verhältnis von gelösten Si zu Al und der pH-Wert der Lösung sind die Hauptfaktoren, die kontrollieren, welche Zeolithe kristallisieren. In Lösungen mit hohem Si/Al-Verhältnis beginnt die Kristallisation mit Quarz, mit sinkenden Si/Al-Verhältnis und Ca-Konzentrationen gefolgt von Mordenit, Heulandit, Stilbit, Mesolith, Thomsonit, Chabasit und schließlich Kalzit. Dies gilt für geschlossene Systeme, in denen die Lösung nicht weiter mit dem Umgebungsgestein reagiert. In offenen Systemen, wie sie beim Durchfluss von meteorischen Wasser durch pyroklastische Gesteine vorherrschen, bilden sich bei hohen pH-Wert und Si/Al-Verhältnis Si-reicher Heulandit oder Erionit. Niedrige pH-Werte und Si/Al-Verhältnisse begünstigen die Bildung von Phillipsit.

### Temperatur
Zeolithbildung setzt bereits bei niedrigen Temperaturen von 4 °C ein. Mit steigenden Temperaturen, z. B. bei zunehmender Metamorphose, bilden sich unterschiedliche Zeolithe. Für basaltische Zusammensetzungen ist eine Abfolge von Stilbit (von 4 °C bis 180 °C) über Laumontit (von 150 °C bis 300 °C) zu Wairakit (von 250 °C bis 400 °C) verbreitet. Wairakit zersetzt sich ab 350 °C zu Anorthit, Quarz und Wasser. In Gesteinen basaltischer Zusammensetzung markiert diese Reaktion zusammen mit dem Abbau von Phrenit den Übergang von der Zeolithfazies zur Grünschieferfazies.
In Na-reichen Umgebungen reagiert Analcim bei ca. 200 °C mit freiem SiO2 (Quarz) zu Albit und H2O. Diese Reaktion ist eine der Reaktionen, die den Übergang von der Diagenese zur Metamorphose markieren.

### Druck
Der Druck hat keinen wesentlichen Einfluss darauf, welche Zeolithe gebildet werden. Wegen ihrer porösen Struktur sind Zeolithe aber insgesamt nur bei niedrigen Drucken (P < 3 – 5 kbar) stabil. In basaltischen Gesteinen markiert der Abbau von Zeolithen mit steigenden Druck den Übergang von der Zeolithfazies zur Phrenit-Pumpeleit-Fazies. Wichtige Reaktionen dieser Faziesgrenze sind:
- Laumontit = Lawsonit + Quarz + Wasser (T < 250 °C und P > 3 kbar)
- Wairakit = Phrenit + Ca-Smektit + Wasser (250 °C < T < 400 °C, P > 2 kbar)

In Natrium-reichen Gesteinen wird Analcim bei steigenden Druck umgewandelt in Jadeit:
- Analcim = Jadeit + Wasser (p > 3 – 5 kbar)

Vorkommen sind von nahezu allen Vulkangebieten der Erde bekannt, so etwa aus dem Dekkan-Gebiet Indiens, aus Island, der Vulkaneifel oder den Azoren. Ferner ist Mount Adamson in der Antarktis Typlokalität und bisher (Stand 2020) einziger Fundort der Zeolithminerale Gottardiit, Mutinait und Terranovait.

### Abbau
Der weltweite Abbau von Zeolithen wurde 2020 von der USGS auf 959.000 Tonnen geschätzt. Allerdings erfassen viele Länder diese Daten nicht, oder geben die Abbaumengen mit einer Verzögerung von 2-3 Jahren an, weswegen sie nur geschätzt werden können. Genauer erfasst werden die Mengen in den USA. Dort wurden 2020 ungefähr 88.000 Tonnen Zeolithe abgebaut, die aus neun Minen stammten. Dabei wurde Chabasit in Arizona abgebaut, während alle restlichen Minen hauptsächlich Klinoptilolith gewannen. Die meisten dieser Minen befinden sich in New Mexico. Die Abbaumengen haben sich dabei zwischen 1990 und 2021 versechsfacht, was hauptsächlich auf die stark gestiegene Anwendung in Tierfutter zurückzuführen ist, wobei aber auch die Mengen für Geruchsbekämpfung und Wasserreinigung zugenommen haben.
| Land                | 2019        | 2020        |
|                     | (in Tonnen) | (in Tonnen) |
| ------------------- | ----------- | ----------- |
| Volksrepublik China | 320.000     | 52.000      |
| Georgien            | n.bek.      | 135.000     |
| Indonesien          | 130.000     | 130.000     |
| Jordanien           | 10.000      | 12.000      |
| Kuba                | 53.000      | 53.000      |
| Neuseeland          | 100.000     | 100.000     |
| Russland            | 35.000      | 35.000      |
| Slowakei            | 117.000     | 117.000     |
| Südkorea            | 144.000     | 131.000     |
| Türkei              | 60.000      | 73.000      |
| Ungarn              | 29.000      | 29.000      |
| Vereinigte Staaten  | 87.800      | 86.700      |
| Andere Länder       | 4.120       | 5.450       |
| Gesamt (gerundet)   | 1.090.000   | 959.000     |

## Verwendung
Zeolithe eignen sich infolge der großen inneren Oberfläche für vielfältige technische Anwendungen.
Siehe auch: Zeolithe (Stoffgruppe)#Verwendung